# Rhyothemis variegata
Rhyothemis variegata – gatunek ważki z rodziny ważkowatych (Libellulidae). Występuje w Azji Południowej i Południowo-Wschodniej, południowych Chinach, na Tajwanie i w Japonii; odnotowano też stwierdzenie z wyspy Guam.
Oprócz podgatunku nominatywnego wyróżnia się dwa podgatunki: R. v. arria z Chin i Wietnamu oraz R. v. imperatrix z Japonii.